# Championnat du monde féminin de rink hockey 2000
Navigation
Championnat du monde féminin 1998 Championnat du monde féminin 2002
La cinquième édition des championnats du monde de rink hockey féminin s'est déroulée entre le 8 et le 14 octobre 2000, à Marl, en Allemagne.
À cette occasion, l'Espagne remporte sa troisième couronne mondiale dans cette catégorie, en battant le Portugal en finale, sur le score de 2-0.

## Participants
Les 15 équipes engagées sont réparties dans quatre groupes.
| Groupe A - Angleterre - Argentine - Colombie - Suisse | Groupe B - États-Unis - Japon - Mexique - Portugal | Groupe C - Allemagne - Australie - Pays-Bas | Groupe D - Brésil - Égypte - Espagne - France |

## Déroulement
La compétition est divisée en deux phases :
- La phase qualificative : à l'intérieur de chaque groupe, chaque équipe se rencontre une fois. Une victoire ramène deux points, un match nul un seul point et une défaite aucun point. Un classement par groupe est établi, utilisé pour le déroulement de la phase finale.
- La phase finale est divisée en trois tournois :
  - Les matchs de classement pour les places 13 à 15 : Les équipes classées quatrième des groupes A, B et D se disputent lors d'un mini-championnat les places 13 à 15.
  - Les matchs de classement pour les places 9 à 12 : les équipes classées 3e de leur groupe se retrouvent dans un mini-championnat dans lequel chaque équipe se rencontre une fois. Un classement permet de déclarer les places 9 à 12.
  - Le tableau final : Les deux meilleures équipes de chaque groupe sont qualifiées pour les quarts de finale à élimination directe. Les perdants des quarts de finale se retrouvent dans un mini tournoi à élimination directe pour décider des places 5 à 8.

## Phase qualificative

### Groupe A
| Rang | Équipe     | Pts | J | G | N | P | Bp | Bc | Diff |  | Résultats  |  |     |     |      |
| ---- | ---------- | --- | - | - | - | - | -- | -- | ---- |  | ---------- |  | --- | --- | ---- |
| 1    | Argentine  | 6   | 3 | 3 | 0 | 0 | 25 | 2  | +23  |  | Argentine  |  | 8-1 | 6-0 | 11-1 |
| 2    | Suisse     | 4   | 3 | 2 | 0 | 1 | 11 | 12 | -1   |  | Suisse     |  |     | 4-2 | 6-2  |
| 3    | Angleterre | 2   | 3 | 1 | 0 | 2 | 8  | 14 | -6   |  | Angleterre |  |     |     | 6-4  |
| 4    | Colombie   | 0   | 3 | 0 | 0 | 3 | 7  | 23 | -16  |  | Colombie   |  |     |     |      |

### Groupe B
| Rang | Équipe     | Pts | J | G | N | P | Bp | Bc | Diff |  | Résultats  |  |      |     |     |
| ---- | ---------- | --- | - | - | - | - | -- | -- | ---- |  | ---------- |  | ---- | --- | --- |
| 1    | Portugal   | 6   | 3 | 3 | 0 | 0 | 24 | 0  | +24  |  | Portugal   |  | 13-0 | 6-0 | 5-0 |
| 2    | États-Unis | 3   | 3 | 1 | 1 | 1 | 4  | 16 | -12  |  | États-Unis |  |      | 2-1 | 2-2 |
| 3    | Japon      | 2   | 3 | 1 | 0 | 2 | 7  | 8  | -1   |  | Japon      |  |      |     | 6-0 |
| 4    | Mexique    | 1   | 3 | 0 | 1 | 2 | 2  | 13 | -11  |  | Mexique    |  |      |     |     |

### Groupe C
| Rang | Équipe    | Pts | J | G | N | P | Bp | Bc | Diff |  | Résultats |  |     |     |
| ---- | --------- | --- | - | - | - | - | -- | -- | ---- |  | --------- |  | --- | --- |
| 1    | Allemagne | 4   | 2 | 2 | 0 | 0 | 12 | 3  | +9   |  | Allemagne |  | 5-1 | 7-2 |
| 2    | Australie | 2   | 2 | 1 | 0 | 1 | 5  | 7  | -2   |  | Australie |  |     | 4-2 |
| 3    | Pays-Bas  | 0   | 2 | 0 | 0 | 2 | 4  | 11 | -7   |  | Pays-Bas  |  |     |     |

### Groupe D
| Rang | Équipe  | Pts | J | G | N | P | Bp | Bc | Diff |  | Résultats |  |     |     |      |
| ---- | ------- | --- | - | - | - | - | -- | -- | ---- |  | --------- |  | --- | --- | ---- |
| 1    | Espagne | 6   | 3 | 3 | 0 | 0 | 20 | 0  | +20  |  | Espagne   |  | 1-0 | 6-0 | 13-0 |
| 2    | Brésil  | 4   | 3 | 2 | 0 | 1 | 41 | 1  | +40  |  | Brésil    |  |     | 6-0 | 35-0 |
| 3    | France  | 2   | 3 | 1 | 0 | 2 | 13 | 12 | +1   |  | France    |  |     |     | 13-0 |
| 4    | Égypte  | 0   | 3 | 0 | 0 | 3 | 0  | 61 | -61  |  | Égypte    |  |     |     |      |

## Phase finale

### Classement pour les places 13 à 15
| Rang | Équipe   | Pts | J | G | N | P | Bp | Bc | Diff |  | Résultats |  |     |      |
| ---- | -------- | --- | - | - | - | - | -- | -- | ---- |  | --------- |  | --- | ---- |
| 13   | Colombie | 4   | 2 | 2 | 0 | 0 | 21 | 4  | +17  |  | Colombie  |  | 8-3 | 10-1 |
| 14   | Mexique  | 2   | 2 | 1 | 0 | 1 | 13 | 9  | +4   |  | Mexique   |  |     | 13-1 |
| 15   | Égypte   | 0   | 2 | 0 | 0 | 2 | 2  | 23 | -21  |  | Égypte    |  |     |      |

### Classement pour les places 9 à 12
| Rang | Équipe     | Pts | J | G | N | P | Bp | Bc | Diff |  | Résultats  |  |     |     |     |
| ---- | ---------- | --- | - | - | - | - | -- | -- | ---- |  | ---------- |  | --- | --- | --- |
| 9    | Angleterre | 6   | 3 | 3 | 0 | 0 | 13 | 6  | +7   |  | Angleterre |  | 5-1 | 3-2 | 5-3 |
| 10   | Pays-Bas   | 4   | 3 | 2 | 0 | 1 | 9  | 10 | -1   |  | Pays-Bas   |  |     | 6-4 | 2-1 |
| 11   | Japon      | 2   | 3 | 1 | 0 | 2 | 8  | 9  | -1   |  | Japon      |  |     |     | 2-0 |
| 12   | France     | 0   | 3 | 0 | 0 | 3 | 4  | 9  | -5   |  | France     |  |     |     |     |

### Classement pour les places 1 à 8
|  | Quarts de finale | Quarts de finale | Quarts de finale | Quarts de finale |           |           | Demi-finales | Demi-finales | Demi-finales                  | Demi-finales                  |                               |                               | Finale | Finale | Finale | Finale |
|  |                  |                  |                  |                  |           |           |              |              |                               |                               |                               |                               |        |        |        |        |
|  |                  |                  |                  |                  |           |           |              |              |                               |                               |                               |                               |        |        |        |        |
|  |                  |                  |                  |                  |           |           |              |              |                               |                               |                               |                               |        |        |        |        |
|  | Allemagne        | Allemagne        | 2 (3)            | 2 (3)            |           |           |              |              |                               |                               |                               |                               |        |        |        |        |
|  | Allemagne        | Allemagne        | 2 (3)            | 2 (3)            |           |           |              |              |                               |                               |                               |                               |        |        |        |        |
|  | Brésil           | Brésil           | 2 (2)            | 2 (2)            |           |           |              |              |                               |                               |                               |                               |        |        |        |        |
|  | Brésil           | Brésil           | 2 (2)            | 2 (2)            | Allemagne | Allemagne | 0            | 0            |                               |                               |                               |                               |        |        |        |        |
|  |                  |                  |                  |                  | Allemagne | Allemagne | 0            | 0            |                               |                               |                               |                               |        |        |        |        |
|  |                  |                  | Portugal         | Portugal         | 1         | 1         |              |              |                               |                               |                               |                               |        |        |        |        |
|  | Portugal         | Portugal         | Portugal         | Portugal         | 1         | 1         | 1            | 1            |                               |                               |                               |                               |        |        |        |        |
|  | Portugal         | Portugal         |                  |                  |           |           |              | 1            |                               |                               |                               |                               |        |        |        |        |
|  | Suisse           | Suisse           | 0                | 0                |           |           |              |              |                               |                               |                               |                               |        |        |        |        |
|  | Suisse           | Suisse           | 0                | 0                | Portugal  | Portugal  | 0            | 0            |                               |                               |                               |                               |        |        |        |        |
|  |                  |                  |                  |                  | Portugal  | Portugal  | 0            | 0            |                               |                               |                               |                               |        |        |        |        |
|  |                  |                  | Espagne          | Espagne          | 2         | 2         |              |              |                               |                               |                               |                               |        |        |        |        |
|  | Argentine        | Argentine        | Espagne          | Espagne          | 2         | 2         | 11           | 11           |                               |                               |                               |                               |        |        |        |        |
|  | Argentine        | Argentine        |                  |                  |           |           |              |              |                               |                               |                               |                               |        |        |        |        |
|  | États-Unis       | États-Unis       | 1                | 1                |           |           |              |              |                               |                               |                               |                               |        |        |        |        |
|  | États-Unis       | États-Unis       | 1                | 1                | Argentine | Argentine | 1 (1)        | 1 (1)        | Match pour la troisième place | Match pour la troisième place | Match pour la troisième place | Match pour la troisième place |        |        |        |        |
|  |                  |                  |                  |                  | Argentine | Argentine | 1 (1)        | 1 (1)        | Match pour la troisième place | Match pour la troisième place | Match pour la troisième place | Match pour la troisième place |        |        |        |        |
|  |                  |                  | Espagne          | Espagne          | 1 (2)     | 1 (2)     |              |              |                               |                               |                               |                               |        |        |        |        |
|  | Espagne          | Espagne          | Espagne          | Espagne          | 1 (2)     | 1 (2)     | 3            | 3            |                               |                               |                               |                               |        |        |        |        |
|  | Espagne          | Espagne          |                  |                  |           |           |              | 3            |                               |                               | Allemagne                     | Allemagne                     | 0      | 0      |        |        |
|  | Australie        | Australie        | 2                | 2                |           |           |              |              |                               |                               | Allemagne                     | Allemagne                     | 0      | 0      |        |        |
|  | Australie        | Australie        | 2                | 2                | Argentine | Argentine | 2            | 2            |                               |                               |                               |                               |        |        |        |        |
|  |                  |                  |                  |                  |           |           |              |              |                               |                               |                               |                               |        |        |        |        |

Match pour la troisième place
| Équipe 1  | Score | Équipe 2  |
| --------- | ----- | --------- |
| Allemagne | 0-2   | Argentine |

|  | Match pour les places 5 à 8 | Match pour les places 5 à 8 |                        |   | Match pour la 5e place | Match pour la 5e place |
|  | Match pour les places 5 à 8 | Match pour les places 5 à 8 |                        |   | Match pour la 5e place | Match pour la 5e place |
|  |                             |                             |                        |   |                        |                        |
|  |                             |                             |                        |   |                        |                        |
|  |                             |                             |                        |   |                        |                        |
|  | Suisse                      | 0                           |                        |   |                        |                        |
|  | Suisse                      | 0                           |                        |   |                        |                        |
|  | Brésil                      | 1                           |                        |   |                        |                        |
|  | Brésil                      | 1                           | Brésil                 | 7 |                        |                        |
|  |                             |                             | Brésil                 | 7 |                        |                        |
|  |                             | Australie                   | 1                      |   |                        |                        |
|  | États-Unis                  | Australie                   | 1                      | 0 |                        |                        |
|  | États-Unis                  |                             |                        | 0 |                        |                        |
|  | Australie                   | 5                           |                        |   |                        |                        |
|  | Australie                   | 5                           | Match pour la 7e place |   |                        |                        |
|  |                             |                             |                        |   |                        |                        |
|  |                             |                             |                        |   |                        |                        |
|  |                             |                             |                        |   |                        |                        |
|  | Suisse                      | 3                           |                        |   |                        |                        |
|  | Suisse                      | 3                           |                        |   |                        |                        |
|  | États-Unis                  | 2                           |                        |   |                        |                        |
|  | États-Unis                  | 2                           |                        |   |                        |                        |

1. 1 2  Le score entre parenthèses indique le score à l'issue des prolongations.

,
1. 1 2  Le score entre parenthèses indique le score obtenu à la fin de la séance de tirs au but.

## Classement final
| #                  | Équipe     |
| ------------------ | ---------- |
| Médaille d'or      | Espagne    |
| Médaille d'argent  | Portugal   |
| Médaille de bronze | Argentine  |
| 4                  | Allemagne  |
| 5                  | Brésil     |
| 6                  | Australie  |
| 7                  | Suisse     |
| 8                  | États-Unis |
| 9                  | Angleterre |
| 10                 | Pays-Bas   |
| 11                 | Japon      |
| 12                 | France     |
| 13                 | Colombie   |
| 14                 | Mexique    |
| 15                 | Égypte     |